# Chryse (Troas)
Koordinaten: 39° 32′ 11″ N, 26° 7′ 3″ O
Chryse (auch Chrysa, griechisch Χρύση, Χρύσα „die goldene“) ist eine antike mysische Stadt in der Troas. Sie liegt beim Ort Gülpınar im Landkreis Ayvacık in der türkischen Provinz Çanakkale. Über Gründung und Geschichte der Stadt gibt es keine Erkenntnisse, sie ist vor allem bekannt als Standort eines Tempels des Apollon Smintheus, der als Smintheion bezeichnet wurde.

## Antike Erwähnungen
Schon in Homers Ilias wird der Ort erwähnt als Standort eines Heiligtums des Apollon Smintheus. Chryseis, die Tochter des dortigen Priesters Chryses wurde im Verlauf des Trojanischen Kriegs von Agamemnon als Kriegsbeute entführt, worauf der Vater ihn um Rückgabe der Tochter anflehte. Als Agamemnon sich weigerte, strafte Apollo das griechische Heer mit Pest und Tod. Auch bei Strabon findet der Ort Erwähnung, unter anderem im Zusammenhang mit der Fahrt der Teukrer von Kreta aus in die Troas. Dazu erzählt Strabo die Legende, nach der diesen prophezeit worden war, sie sollten sich dort niederlassen, wo die Erdgeborenen sie anfallen würden. Als sie bei Hamaxitos, etwa zehn Kilometer von Chryse, an Land gingen, wurden ihnen über Nacht von Feldmäusen alle ledernen Teile ihrer Ausrüstung zerstört. Dies nahmen sie als Zeichen, hier zu siedeln. In dieser Erzählung wurde auch die Erklärung für die Maus am Fuße der Apollostatue gesehen. Dazu gibt es allerdings auch andere Meinungen, die die Maus des Skopas eher einer Laune des Bildhauers zuschreiben und eben darin den Anlass für die Mäuseverehrung in der Troas sehen.

## Tempel

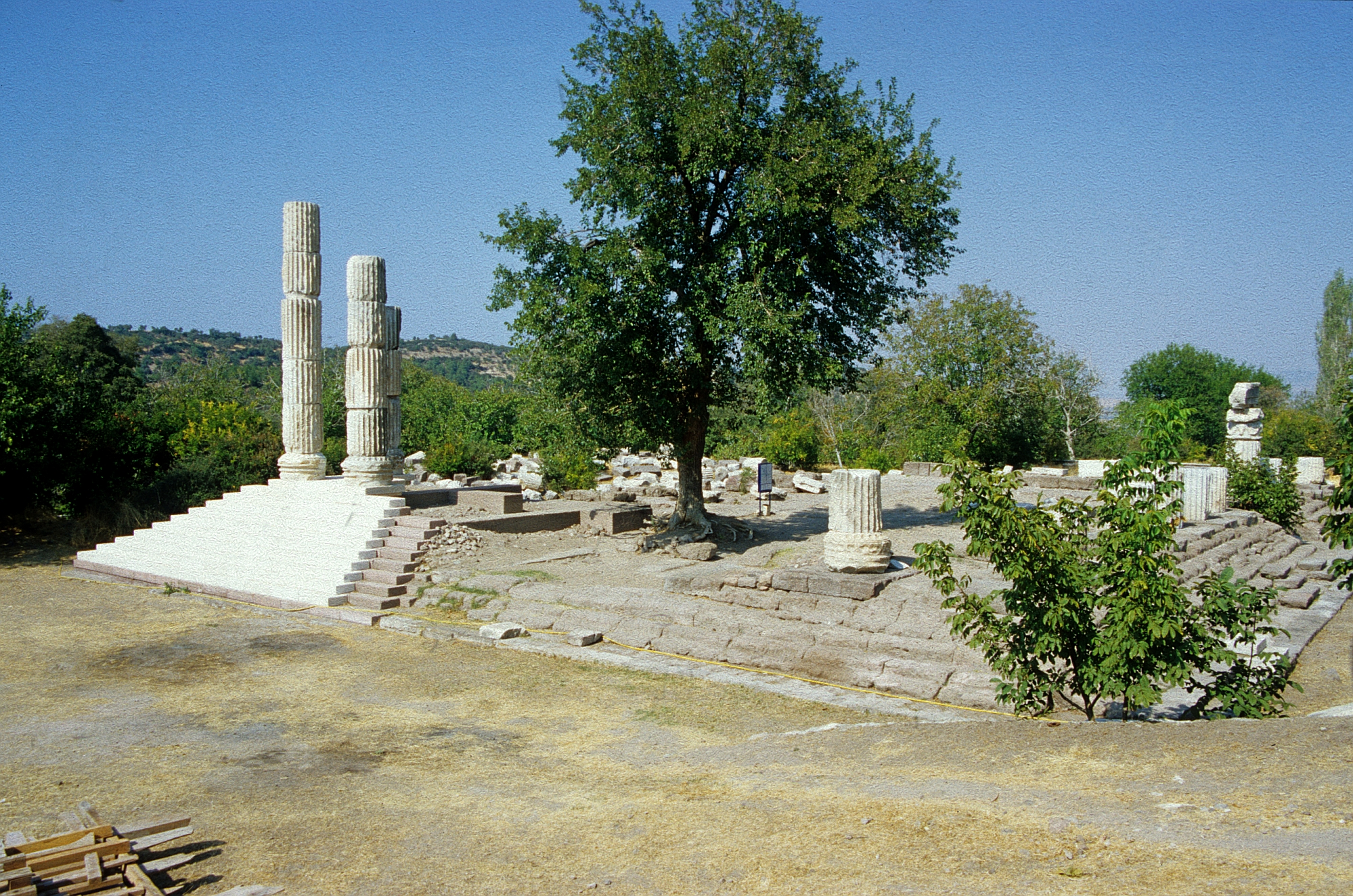
Tempel des Apollo Smintheus

Der unter dem Namen Smintheion bekannte Tempel war ein Pseudodipteros mit 8 × 14 Säulen ionischer Ordnung, der Stylobat auf der elf-stufigen Plattform misst etwa 22 × 40 m. Erbauer des Tempels war Hermogenes von Alabanda oder einer seiner Schüler, das Gebäude war der Standort der Kultstatue des Apollon des Bildhauers Skopas, die zu den Füßen des Gottes eine Maus zeigte. Das Bauwerk stammt aus dem zweiten Jahrhundert v. Chr. 

## Forschungsgeschichte
Das Heiligtum wurde 1853 von Thomas Spratt entdeckt. Nach ersten Ausgrabungen 1866 durch Richard Popplewell Pullan im Auftrag der Society of Dilettanti geriet der Tempel wieder in Vergessenheit. Der Tempel und das Heiligtum wurden schließlich ab 1980 von Coşkun Özgünel von der Universität Ankara freigelegt und teilweise restauriert. Özgünel leitete die Grabungen bis 2019, seit 2020 werden diese von Davut Kaplan von der Çanakkale Onsekiz Mart Üniversitesi geleitet. Im kleinen lokalen Museum sind unter anderem Friesteile des Tempels mit Darstellungen aus dem Trojanischen Krieg ausgestellt. Andere Funde befinden sich im Troya Müzesi.